# بادرنجبویه کرمانی
بادرنجبویه کرمانی، بادرنجبویه لاله‌زاری (نام علمی: Dracocephalum polychaetum  ) نام یک گونه از سردهٔ بادرنجبویه است.